# Kawina
El kawina es un género musical originario de Surinam. Se originó en a finales del siglo XIX. Las voces suelen ser de llamada y respuesta, y están acompañadas por todo tipo de percusión típica de Surinam.

## Origen
Como muchos géneros musicales sudamericanos, el ritmo el kawina se origina en África. Al principio, las letras eran religiosas. Después se convirtió en música de entretenimiento, y con letras que tienen un tono más crítico socialmente.

## Instrumentos y subestilos

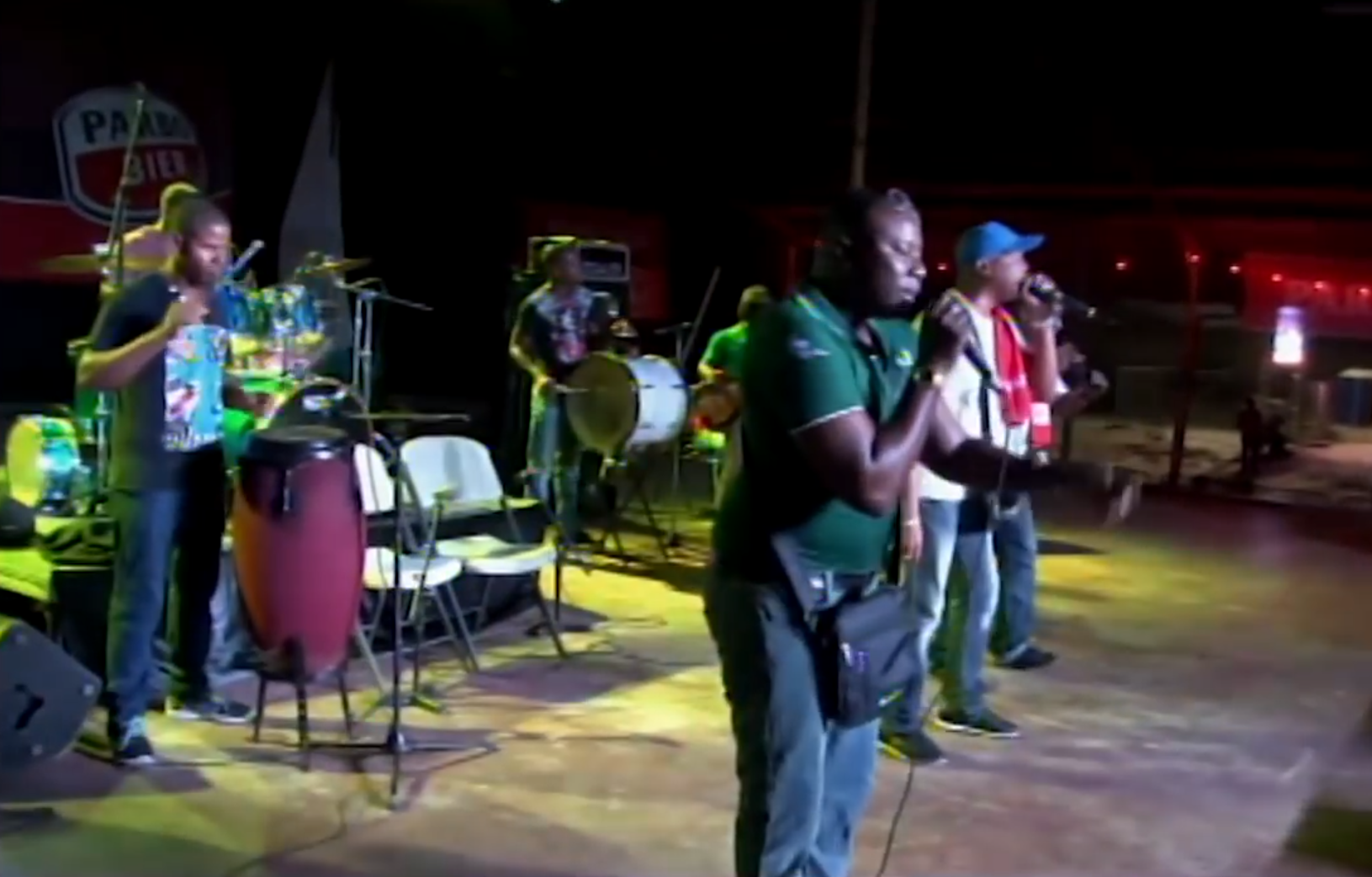
Grupo de kawina a owru yari, 2016

Los instrumentos típicos son los tambores de doble piel, el zigzag o la coctelera y el kwa-kwa bangi (idiófono). Las voces siempre han permanecido en el patrón de llamada y respuesta. Si un kit de batería forma parte de la ocupación, se llama kaskawi, un subgénero que surge en la década de 1970. En los años siguientes, kawina también se mezcló con otros géneros musicales como el kaseko y rhythm and blues.

## Influencia fuera de Suriname
Kawina se hizo conocida en los Países Bajos por grupos como Sukru Sani, Ai Sa Si, Explosion, La Rouge y La Caz.